# Суперкубок Бельгії з футболу 1984
Суперкубок Бельгії з футболу 1984 — 6-й розіграш турніру. Гра відбулася 26 травня 1984 року між чемпіоном Бельгії клубом «Беверен» та володарем кубка Бельгії клубом «Гент». 
| Володар Суперкубка Бельгії 1984 |
| ------------------------------- |
|                                 |
| «Беверен» Другий титул          |

## Матч

### Деталі
| 26 травня 1984 |

| «Беверен»                                  | 5:1 | «Гент»        |
| ------------------------------------------ | --- | ------------- |
| Ясперс 10' Кусто 11' Альберт Мартенс Креве |     | Шапендонк 30' |

| Фрітхель, Беверен Глядачів: 7 000 |